# Español austral

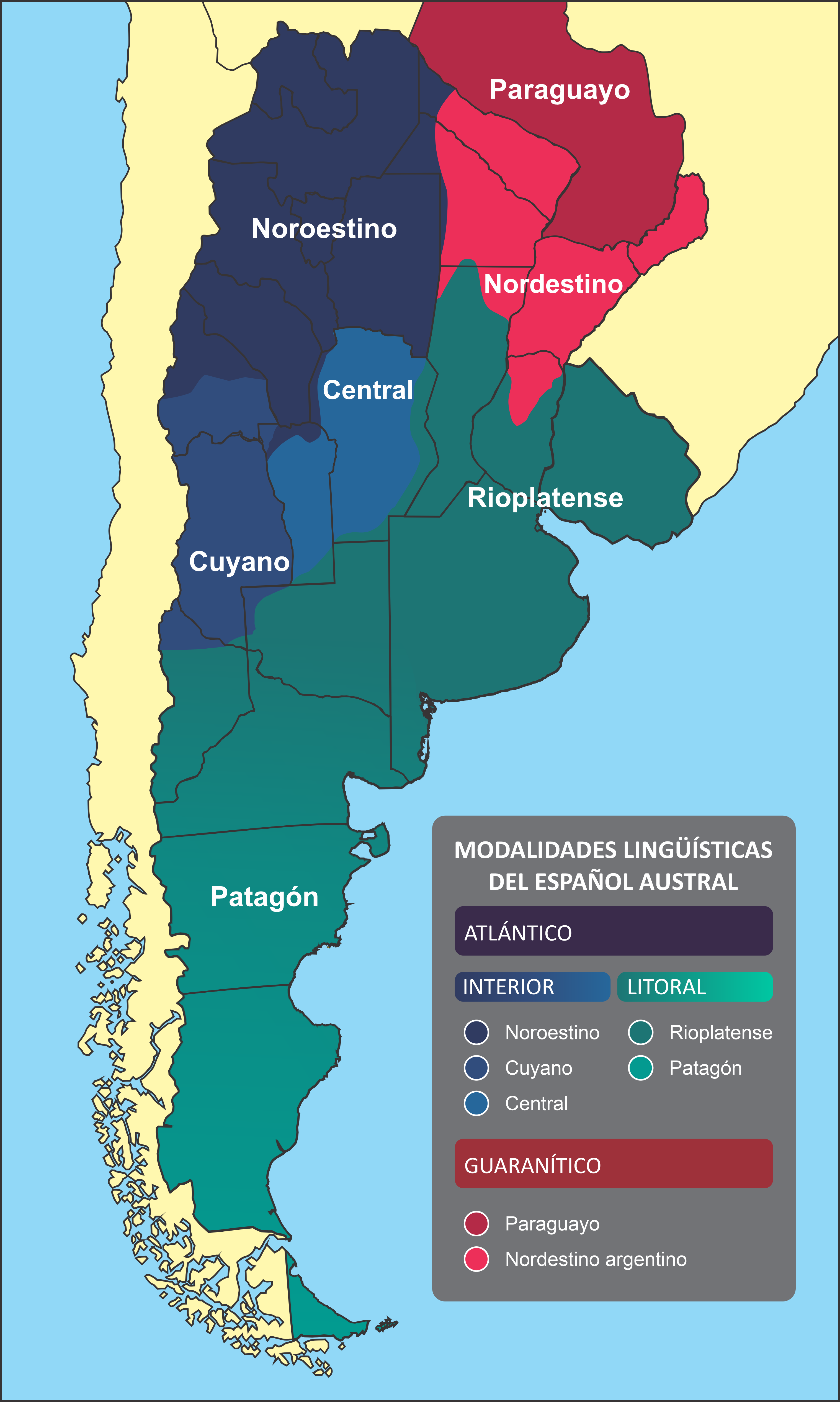
Distribución geográfica del español austral según Francisco Moreno Fernández

Español austral es el término académico empleado por Francisco Moreno Fernández para abarcar a todas las variedades del idioma español habladas en los actuales territorios de Argentina, Uruguay y Paraguay, países que comparten características lingüísticas, geográficas, históricas, sociales y culturales. Puede ser considerado un macrodialecto, ya que engloba a diferentes dialectos estrechamente vinculados entre sí.

## Orígenes históricos
Parte importante del territorio de las tres naciones fue parte del antiguo Virreinato del Río de la Plata, (integrante de la corona española), creado en 1776 por orden del rey Carlos III de España, con Buenos Aires como su capital virreinal. Dicho virreinato tuvo tres rutas principales mediante las que recibió diferentes influjos lingüísticos y culturales, la primera desde el Alto Perú hacia el noroeste argentino, la segunda desde la Capitanía general de Chile al oeste argentino, y la tercera que unía España directamente con la ciudad de Asunción y la Gobernación de Santa Cruz de la Sierra por medio del estuario del Río de la Plata. Posteriormente Asunción sería relegada por causa de la ubicación privilegiada de Buenos Aires como puerto de ultramar. Durante los siglos XVIII y XIX ocurrieron todo tipo de circunstancias sociales y económicas que favorecieron los intercambios lingüísticos en toda el área mencionada.

## Causas de sus particularidades lingüísticas
Además de las influencias lingüísticas de idiomas nativos como el quechua, el guaraní y el mapuche (entre otros), diversos factores histórico-culturales permitieron el desarrollo de las diferentes variantes regionales; por un lado la decadencia de la explotación minera boliviana, que provocó el declive de los contactos con el área andina y que produjo la marginalidad del territorio paraguayo como centro de distribución de la riqueza (contribuyendo a una relación más estrecha con sus raíces nativas); y por otro, el comienzo de la masiva inmigración europea (mayoritariamente italiana) de mediados del siglo XIX hacia las capitales rioplatenses, que supuso una explosión en el crecimiento demográfico de Argentina y Uruguay, y  el mayor entre los países de habla hispana en ese periodo.

## Rasgos comunes a toda el área del español austral
La ciudad de Buenos Aires ha sido un punto de referencia lingüística para el interior del país y un motor de irradiación cultural para Montevideo y Asunción (y por consiguiente para todo Uruguay y Paraguay).

### Plano fónico
- Tendencia al alargamiento marcado de las vocales tónicas.
- Yeísmo con pronunciación tensa.
- Tendencia a aspiración, asimilación y pérdida de /s/ en posición final de sílaba: [lah.'me.sah] ‘las mesas’, ['bah.ko] ‘vasco’, ['mih.mo] ‘mismo’, [di.'xuh.to] ‘disgusto’, [ra.'xar] ‘rasgar’.
- Tendencia a la pérdida de –d y de –r. [berðá] ‘verdad’, [komé] ‘comer’.
- Tendencia a la pérdida de -d-, especialmente en -ado: [com.'pra.o] ‘comprado’, [te.'ni.o] ‘tenido’.
- Aspiración faríngea de /x/: ['ka.ha].[cita requerida]
- Pronunciación tónica de pronombres átonos enclíticos: representándolá.

### Plano morfológico
- Uso extendido del voseo pronominal y verbal.
- Uso de diminutivo con -it-: gatito.
- Uso del prefijo re- con valor superlativo: ellas eran reamigas.

### Plano léxico
- Usos léxicos característicos de la región austral: atorrante ‘vago’, bancarse ‘soportar’, colectivo ‘autobús, bus’, bronca ‘enojo, enfado’, frazada ‘manta, cobija’, macana ‘mentira, desatino’, macanudo ‘simpático, bueno’, morocho ‘de pelo negro y tez blanca’, pavada ‘tontería’, petiso ‘bajito, chaparro’, pileta ‘piscina’, piola ‘ingenioso, simpático’, pollera ‘falda’, prolijo ‘cuidado, limpio, esmerado’, quilombo ‘lío, confusión’, vereda ‘acera’, vidriera ‘escaparate’, zapallo ‘calabaza, tonto’.
- Uso de italianismos léxicos: bagayo ‘bulto, paquete’, boleta ‘multa’, crepar ‘reventar’, feta ‘loncha de fiambre o queso’, grapa ‘aguardiente’, laburo ‘trabajo’, linyera ‘hato del vagabundo, vagabundo’; nono / nonino ‘abuelo’, piloto ‘gabardina, impermeable’, valija ‘maleta’.
- Uso de guaranismos léxicos: caracú 'tuétano de los animales'; caraí 'señor'; matete 'confusión, desorden'; mitaí 'niño'; payé 'hechizo; talismán'; pororó 'palomita; roseta de maíz'.
- Uso de voces del lunfardo: bacán ‘tipo, persona’, cana ‘policía’, falopa ‘droga’, farabute ‘loco’, fiaca ‘pereza’, mina ‘mujer’, morfar ‘comer’.

## Antecedentes investigativos
A lo largo del siglo XX ha habido varios autores locales (filólogos y lingüistas) que han realizado amplios trabajos en materia de investigación dialectológica. La República Argentina, al poseer un extenso territorio y un alto peso demográfico, ostenta la mayor cantidad de áreas dialectales. En los casos de Uruguay y Paraguay, si bien existen variaciones propias entre sus hablantes, el grado de diversificación es menor.
La clasificación dialectal propuesta por Berta Elena Vidal de Battini en su libro “El español de la Argentina” es una de las clasificaciones más famosas dentro del ámbito académico. Definió las siguientes cinco regiones lingüísticas: región litoral (explicando que esta denominación es convencional y totalmente equivalente a “rioplatense”, con su gran prolongación pampásico-patagónica), región central (Córdoba y San Luis), región cuyana, región noroestina y región guaranítica. Vale aclarar que la misma autora indica que el Uruguay integra la zona lingüística del litoral con sus variantes regionales; y que por su parte Paraguay integra una misma región lingüística con la llamada guaranítica o del nordeste.
Otra de las clasificaciones conocidas es la realizada por María Beatriz Fontanella de Weinberg, en su publicación “El español de la Argentina y sus variedades regionales”, tomando como base la delimitación realizada por Battini, difiriendo con ella en algunos aspectos, por ejemplo, la concepción de región litoral como una única región lingüística, a la que propone subdividir en tres: bonaerense, litoral (en sentido estricto abarcando Santa Fe y Entre Ríos) y patagónica. También menciona que la región del nordeste muy probablemente forme una única región lingüística con el Paraguay.
Finalmente, Francisco Moreno Fernández ha sido el que definió más detalladamente al español austral en su obra “La lengua española en su geografía”, incluyendo también las hablas de Uruguay y Paraguay.

## Clasificación interna

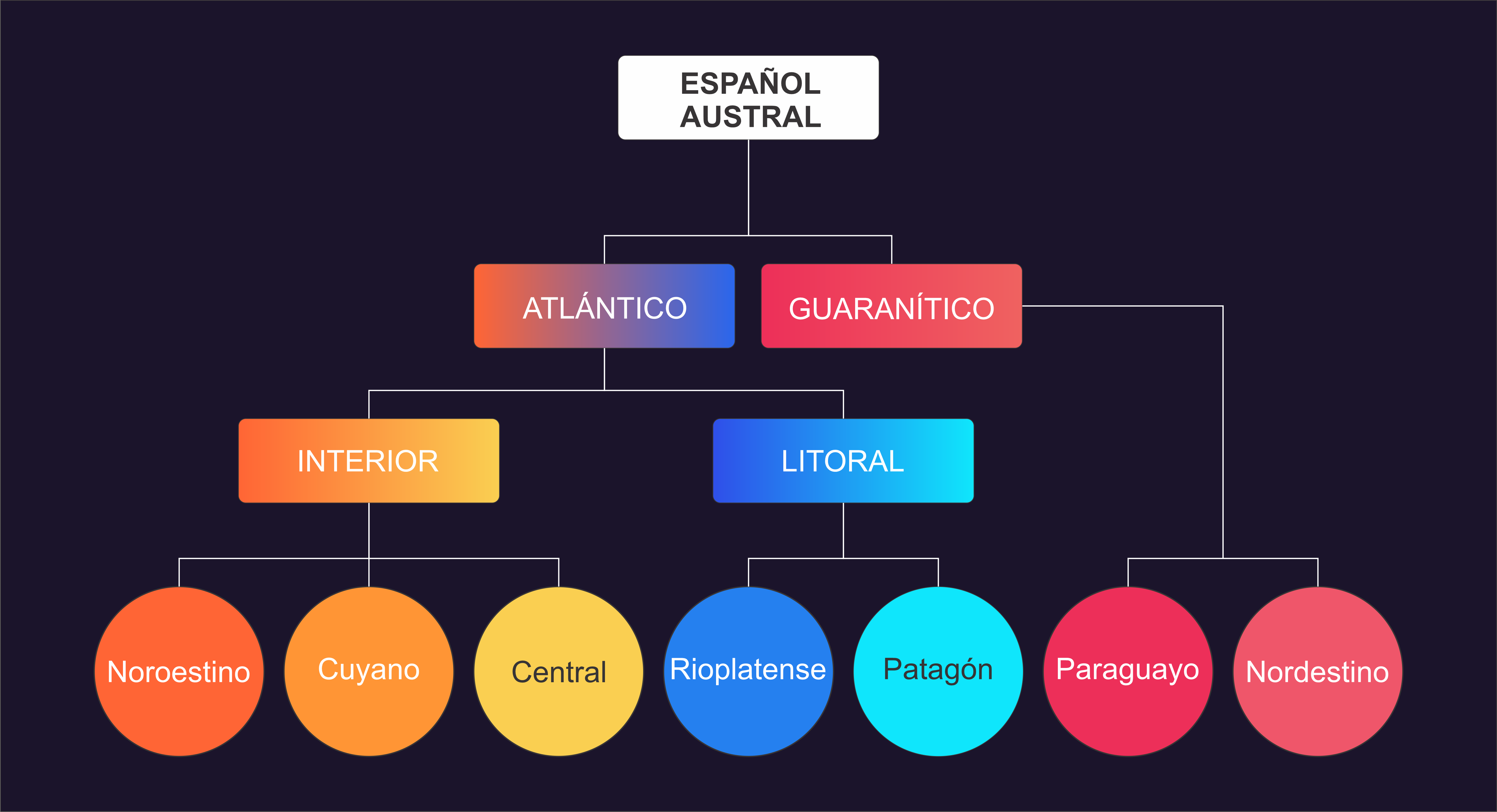
Esquema de las modalidades lingüísticas del español austral según Francisco Moreno Fernández

La clasificación propuesta por Moreno divide el español austral en dos grandes grupos, uno denominado Guaranítico, que incluye el español de Paraguay  y nordeste argentino, y otro llamado Atlántico, abarcando las áreas restantes de la Argentina y el Uruguay.

### Español guaranítico
Hablado en todo el Paraguay, en las provincias argentinas de Misiones, Corrientes, Chaco, Formosa, y en los departamentos bolivianos de Santa Cruz y Beninorte, con un fuerte sustrato de la lengua guaraní en toda el área. En Paraguay, su situación de bilingüismo a nivel nacional hace que la influencia de la lengua nativa sea mayor, sobre todo en el plano fónico-gramatical, mientras que en el nordeste argentino se hace un poco más perceptible la influencia del español de Buenos Aires. Ambas variantes presentan los siguientes rasgos comunes a toda el área:
Plano fónico
- Tendencia al mantenimiento de hiato, aun entre vocales homólogas: [al.ko.'ol] [mi 'i.xo] ‘mi hijo’.
- Tendencia a oclusión glotal entre palabras, sobre todo entre consonante y vocal.
- Tendencia a la nasalización vocálica.
- Tendencia a vocalizar /k/ y /b/ en final de sílaba: pauto ‘pacto’; caule ‘cable’.
- Tendencia a debilitamiento de /b, d, g/: aujero ‘agujero’, parauas ‘paraguas’.
- Tendencia a pronunciación labiodental de /b/.
- Tendencia a hacer sonoras /p, t, k/ en grupos consonánticos cultos: cambo ‘campo’, mango ‘manco’, cando ‘canto’.
- Mantenimiento de distinción /ʎ/ - /ʝ/
- Pronunciación tensa de ye.
- Tendencia a pronunciación fricativa de che.
- Tendencia a pronunciación asibilada [ʑ] de erre y de tr: ['ka.ʑo] ‘carro’; ['tʑes] ‘tres’.
- Tendencia a pronunciación débil o pérdida de -r final.
- Tendencia a aspiración de /s/ final.

Plano gramatical
- Tendencia a falta de concordancia de género y número: camisa blanco; ríos profundo; dos pan; tortuosa el lugar.
- Uso de leísmo: le quiero a mi hija.
- Uso de morfema posesivo che ‘mi, mío’: che patrón; che novia.
- Tendencia a eliminación de cópula: mi novia [es] hermana del patrón.
- Uso de indicativo por subjuntivo dependiendo de verbos de creencia, mandato, deseo o voluntad: no creo que viene hoy.
- Uso de la preposición en para indicar dirección: voy en Asunción.

Plano léxico
- Uso de léxico característico de la región: argel ‘quisquilloso, antipático’, argelar ‘estar molesto por no conseguir algo’, estar hallado ‘estar a gusto’.
- Uso de guaranismos léxicos: agatí ‘libélula’, angá ‘pobrecito, qué pena’, cama ‘ubre’, chaque ‘qué pena’, ko / nikó ‘ciertamente’, katé ‘elegante’, mamanga ‘abejorro’, manté ‘solamente’, pehagüé ‘hijo tardío’, pororó ‘palomitas; maíz asado’.
- Uso de guaranismos semánticos y pragmáticos: pronto, como modificador enfático: no importa pronto que ahora le vea a ella; prestar (algo) de (alguien): yo presté de ella el canasto de la bicicleta.

### Español atlántico
La principal característica diferenciadora con respecto al español guaranítico es su carácter más innovador, aunque en algunas regiones más que en otras, debido a la igualación provocada por el influjo del español bonaerense; y una influencia moderada de lenguas nativas (con la excepción de las llamadas “islas lingüísticas” de Santiago del Estero y la Puna de Atacama). Se puede subdividir en dos áreas:

#### Español del interior
También denominado mediterráneo por Fontanella de Weinberg; se trata de hablas conservadoras en el plano fónico y que tienen cierta influencia lingüística de otras hablas circundantes no argentinas. Las regiones lingüísticas que componen a este conjunto son las mismas descritas por Berta Elena Vidal de Battini y María Beatriz Fontanella de Weinberg:
- Español del NOA: provincias de Salta, Jujuy, Tucumán, Santiago del Estero, Catamarca, La Rioja y norte de San Juan.
- Español cuyano: provincias de Mendoza, centro-sur de San Juan y norte de Neuquén.
- Español central: provincias de Córdoba y San Luis.

Rasgos comunes a toda el área del español del interior
- Mayor presencia de vibrantes asibiladas.
- Tendencia a la pronunciación sonora y no estridente, de la palatal /ʝ/, tanto si hay yeísmo como si no.
- Multiplicidad de paradigmas verbales y de valores sociolingüísticos para el voseo.
- Entonaciones particulares de cada región.

#### Español del litoral
Es el habla típica con la que los argentinos y uruguayos son identificados por el resto del mundo hispanohablante, de carácter predominantemente innovador y con una enorme influencia italiana, debido a la gran ola de inmigración europea del siglo XIX y XX. Compuesta por dos modalidades fuertemente vinculadas entre sí, a tal punto que sólo sus locutores pueden reconocer sus diferencias internas.
- Español rioplatense: Ciudad y provincia de Buenos Aires, centro y sur de Santa Fe y Entre Ríos, mayor parte de La Pampa y en todo el Uruguay.
- Español patagón: provincias de Tierra del Fuego, Santa Cruz, Chubut, Río Negro, centro y sur de Neuquén, sur de La Pampa.

Rasgos comunes a toda el área del español del litoral
- Vibrantes de articulación alveolar.
- Yeísmo con rehilamiento muy generalizado.
- Voseo basado en un paradigma verbal estable, desde la perspectiva sociolingüística.
- Entonación italianizante.